# Ikasten
Ikasten es el segundo álbum de estudio de la banda española de rock Berri Txarrak.

## Lista de canciones
| 1.  | Ikasten                      | 3:16 |
| 2.  | Iritsi                       | 3:22 |
| 3.  | Soberan                      | 3:20 |
| 4.  | Off                          | 2:11 |
| 5.  | Ez                           | 3:15 |
| 6.  | Aspaldian utzitako zelda     | 4:15 |
| 7.  | Betiko leloaren betiko leloa | 4:37 |
| 8.  | Izebergaren punta            | 3:49 |
| 9.  | Biluzik                      | 3:33 |
| 10. | Minutu Bat                   | 4:26 |
| 11. | Ikusi arte                   | 3:56 |

- Datos: Q9007922